# Храм Святого Духа (Талашкино)
Храм Святого Духа в Талашкине — церковь в неорусском стиле, расположенная в деревне Флёново Смоленского района Смоленской области. Строительство и роспись церкви велись с 1900 по 1915 год в имении княгини Марии Клавдиевны Тенишевой Талашкино, в состав которого входило Флёново.
Идут споры о создателе архитектурного проекта храма. Среди наиболее распространённых версий — авторство самой княгини Марии Тенишевой, приписывание создания проекта известному российскому, а затем советскому художнику-портретисту Сергею Малютину и принадлежность окончательного варианта сразу трём авторам — Марии Тенишевой, Сергею Малютину и основателю российской архитектурной фотографии Ивану Барщевскому. Автором плохо сохранившихся росписей интерьера храма и мозаики на фасаде над входом в храм является российский философ, художник и путешественник Николай Рерих.
Храм так никогда и не был освящён. Искусствоведы находят в нём отголоски народных религиозных традиций и русского деревянного зодчества, влияние восточных вероучений и образы католической иконографии.

## Внешний вид и интерьер храма
Храм — небольшая по размерам постройка, которая производит впечатление монументальной. Он является образцом неорусского стиля начала XX века. В это время на первый план стали выступать не педантично скопированные детали древнерусской архитектуры, как в постройках Константина Тона и его последователей, а «сказочно-эмоциональные» традиции русской культуры. Фасады храма украшены керамической плиткой, а в окна вставлены цветные стёкла. Фасады были украшены смальтовой мозаикой, а интерьеры — росписями.
Здание храма — крещатый четверик с единственной апсидой (по обеим сторонам к ней примыкают полуапсиды, по высоте и размеру они меньше апсиды), его завершает маковичная глава над ступенчатой горкой из килевидных кокошников. С трёх сторон четверика расположена закрытая галерея. По оси каждого фасада её разрезает крыльцо большей высоты с гранитной лестницей перед ним. На северной и южной стене прорезаны большие арочные окна. Внутреннее пространство храма покрывает купол на парусах. В галерее коробовые своды, которые держатся на подпружных арках. В северо-восточном углу галереи находится лестница в форме сводчатого подклета.
Архитектура храма отошла от канонов русской церковной архитектуры. В ней предпринята попытка соединить «образы русской старины, вынесенные из путешествий по русскому северу, силуэты местной природы и, одновременно, разных культовых сооружений». Постройка напоминает пирамиду, русский шатёр (использовались традиции русского деревянного зодчества: три ряда кокошников и маленькая главка) и буддийскую пагоду.
Во внутреннем пространстве храма Святого Духа алтарная часть храма, по замыслу строителей, практически полностью доступна обозрению верующих. По мнению доктора искусствоведения Людмилы Короткиной, церковь должна была выражать идею сложности и единства мира, роспись же интерьера церкви имеет другое смысловое значение. Она передаёт вечность духовных ценностей и утверждает, что смысл жизни — наполнение мира добром. Так, алтарная композиция «Царица Небесная» воплощает не канон одной из христианских конфессий, а является «собирательным образом, олицетворяющим начало добра и созидания в разных религиях».

## Замысел строительства храма
Деревня Флёново (иначе Холявщино, Хлёново) была известна с 1770-х годов, сначала как усадьба драгунши А. Е. Жолтовской; в середине XIX века ей владел коллежский асессор К. Жолтовский, впоследствии — поручик А. Л. Красноленский, в 1894 году Флёново было приобретено княгиней М. К. Тенишевой и вошло в имение Талашкино. В церковном отношении деревня Флёново относилась к Знаменскому приходу, но располагалась на расстоянии пяти вёрст от него. Талашкино же, хотя и непосредственно соседствовавшее с ним, входило в Бобырёвский приход, но находилось от церкви на таком же расстоянии. Ученики тенишевской школы (созданная княгиней школа для крестьянских детей, которых обучали не только грамоте, но и художественному ремеслу) в любую погоду по воскресеньям и по праздникам ходили петь в Знаменскую церковь, что было достаточно неудобно. Мария Тенишева писала: «Моя школа во Флёнове взяла столько моих сил, симпатий и преданности, и мне захотелось увенчать своё создание храмом Божиим».
Кандидат архитектуры, профессор Игорь Белогорцев относил замысел храма к 1896 году и считал, что Тенишева использовала опыт Абрамцево, где была построена церковь по проекту Виктора Васнецова в стиле псковско-новгородского зодчества. Белогорцев считал, что княгиня основывалась в своём замысле на фотографиях русских храмов, которые сделал и издал основатель российской архитектурной фотографии Иван Барщевский. В 1898 году в сопровождении Барщевского она предприняла для непосредственного знакомства с архитектурой Древней Руси археолого-этнографическое путешествие по России. По мнению Белогорцева, именно тогда Тенишева впервые для себя отметила единство архитектурных форм с русским природным ландшафтом.
Князь Вячеслав Тенишев, супруг Марии Тенишевой, выступил против строительства церкви. Тенишева обратилась за поддержкой к смоленскому губернатору Василию Сосновскому, который был другом князя. Только после этого Тенишев ассигновал деньги на постройку храма. Тенишева писала: «Мы долго искали место для церкви. Ездили и ходили вокруг Флёнова, обсуждали этот вопрос со всех сторон и наконец нашли. Это было восхитительное место, лучше которого вряд ли возможно найти для церкви. Оно точно для того и было предназначено. Здесь, рядом со школой, на высокой красивой горе, поросшей соснами, елями и липами, с необозримым кругозором, положено было основание храму во имя Св. Духа».

## Проектирование храма к 1899 году
М. К. Тенишева упоминала о собственных размышлениях по поводу внешнего вида будущего храма:

Когда я искала форму, создавая мой храм, я уже многое обдумала и глубоко прониклась русской стариной. Мне хотелось создать храм не из драгоценных материалов, а исключительно из местного камня, дерева, местными силами. Из моего путешествия по России мне стало вполне ясно, что храмы на нашем севере создались согласно с условиями и требованиями климата. Все наши крупные праздники бывают зимой, или ранней весной, или осенью. Для крестных ходов в эти торжественные дни наши храмы в древности строились с крытой папертью вокруг церкви.— Тенишева. Впечатления моей жизни

### Ранние проекты
Всего было создано около 15 различных проектов церкви. В проектировании храма пробовали свои силы Илья Репин, Виктор Васнецов, Константин Коровин, предложивший четыре варианта (а также Барщевский). Их проекты не сохранились. Сохранившиеся эскизы представляют различные варианты облика храма. Белогорцев утверждал, что Тенишева проводила целый конкурс на лучший проект и в качестве образца начертила для него карандашный набросок будущего храма. Конкурс упоминает в своей статье и искусствовед Светлана Михайлова, при этом она пишет, что сама Тенишева представила на него собственный проект. По другой версии, были подведены даже результаты конкурса — победил совместный проект Сергея Малютина, Марии Тенишевой, Владимира Суслова и Ивана Барщевского.
- Первоначально княгиня обратилась к историку искусств и археологу Адриану Прахову. Он по её просьбе в 1899 году (по другим данным в 1901 году[3]) поселился в Талашкине и создал модель храма, которая представляла огромный собор с пятью куполами, похожий на Владимирский собор в Киеве. Тенишева отвергла этот проект[14][20][15][21]. Особое раздражение княгини вызвало навязывание Праховым неких «скверных мраморов» из Италии, которые она считала некачественными. Тенишева собиралась строить храм только из местных материалов[3].
- Самым скромным был проект, разработанный Барщевским и основанный на приёмах псковско-новгородской архитектуры. Храм, тяжёлый по формам, в то же время плавно вздымался вверх благодаря крупным кокошникам. Тенишева передала проект Барщевского для дальнейшей разработки академику архитектуры Владимиру Суслову[22].
- Ещё одним проектировщиком выступил исследователь русского деревянного зодчества Владимир Суслов (его эскизы, выполненные тушью и акварелью на бумаге: СОМ 436, СОМ 11662/ 9, 14, 15, 16, 17, находятся в Смоленском музее-заповеднике, они поступили из Тенишевского собрания в 1919 году). Его модель семиглавого собора, по словам самой Тенишевой, была ею отвергнута[23][21]. Она с возмущением писала: «Суслов не понял меня и подкатил мне ни более, ни менее, как семиглавый собор!!!»[3]. Белогорцев, однако, утверждал, что именно эскизный проект В. В. Суслова на основе набросков Тенишевой и Барщевского в конце 1898 года был представлен на утверждение губернскому архитектору. После одобрения этого эскизного проекта Суслов создал технический проект, который летом 1902 года был также утверждён губернским инженером и губернским архитектором. С этого времени, по мнению Белогорцева, именно на основе проекта Суслова началось строительство храма[22].

С точки зрения Белогорцева, Суслов выполнял обязанности главного архитектора, а во время его отсутствия эти обязанности исполняли Сергей Малютин и Барщевский. Суслову приписали авторство осуществлённого проекта храма и авторы монографии о его творчестве, изданной в 1976 году, — дочь архитектора Анна Суслова и академик архитектуры Татьяна Славина. Людмила Короткина осторожно писала, что храм построен Сусловым по рисункам Сергея Малютина
- Летом 1899 года Михаилом Врубелем во время двухнедельного пребывания в Талашкине были выполнены эскизы храма (проект включал собор, колокольню и трапезную[17]), которые также не устроили Тенишеву (в графическом собрании Смоленского музея-заповедника находятся два его эскиза СОМ 432, 433, они представляют северный и западный фасады здания, выполнены акварелью и коричневой тушью на бумаге, наклеенной на картон, были переданы в музей Александром Мишоновым 5 ноября 1929 года)[16]. Этот проект Белогорцев считал наиболее интересным. Роскошный орнамент, вытянутые арки-кокошники с треугольными завершениями, высокие крылечки и множество мелких художественных деталей придавали ему дворцовую помпезность. Проект Врубеля в советские времена экспонировался в Смоленском областном музее имени Н. К. Крупской[17].
- Проект Николая Рериха — пятиглавое здание с шатровой двухъярусной колокольней и крыльцом, богато декорированными узкими арочными окнами, которые заключены в арку. В книге поступлений графической коллекции Смоленского музея-заповедника в ноябре 1929 года была сделана запись о его эскизах храма: «Северный и западный фасады. Эскизы церкви в русском стиле XVII века»[16].
- В графической коллекции Смоленского музея-заповедника хранятся также три эскиза храма Святого Духа во Флёнове, выполненные тушью и акварелью на бумаге, датированные 1897 годом (СОМ 11662 / 8, 10, 11). Автор их — неизвестный зарубежный художник[16]. Лариса Журавлёва предполагала, что это могла быть сама Тенишева[26].

### Работа Сергея Малютина над проектом
В 1899 году Михаил Врубель написал Сергею Малютину по просьбе княгини Тенишевой:

Многоуважаемый Сергей Васильевич, когда я прочёл Ваше письмо, она (М. К.) очень пожалела, что лишилась возможности познакомиться с Вами и лично побеседовать о том, что она поручила мне изложить в этом письме. Она просит сделать ей эскиз в красках церкви небольшой, но отвечающий следующему заданию: 1) тёплая паперть, 2) склепной этаж, 3) обходные галерейки или сенцы для крестных ходов, когда время года не позволит их делать снаружи. Стиль ярославский. Затем полный простор декоративной фантазии… Не откажите ответить поскорее, берёте ли Вы этот заказ, а также его стоимость. Жму вашу руку. М. Врубель— Михаил Врубель. Письмо С. В. Малютину
Раньше архитектурой Малютин не занимался. Весной 1900 года художник вместе со своей семьёй приехал в Талашкино из Москвы (советский искусствовед Алина Абрамова утверждала в своей книге о его творчестве, что Малютин привёз с собой несколько эскизов будущего храма). Здесь он прожил три года и три месяца. В графической коллекции Смоленского музея-заповедника хранится около 1200 декоративных эскизов С. В. Малютина. В 1901 году Сергей Малютин предложил конструкцию крестово-купольного храма, завершённого луковичной главой над ступенчатой горкой из килевидных кокошников. Храм был богато декорирован керамическими орнаментированными плитами с растительными мотивами, на западном фасаде над входом должна была находиться икона «Спас Нерукотворный». Малютин предложил богато украсить церковь снаружи росписью, далёкой от культовой тематики. Среди её мотивов — полевые цветы и сказочные коньки. Церковь в его эскизах, по мнению Журавлёвой, походила на узорный пряник.
В собрании Смоленского музея-заповедника хранятся шесть графических проектов церкви Святого Духа, выполненных Сергеем Малютиным на картоне акварелью, с использованием белил, алюминиевой и бронзовой красок (СОМ 7512-7517). На эскизах изображены три восточных фасада, два западных и один северный. Сохранившиеся эскизы церкви, принадлежащие Сергею Малютину, позволяют современным специалистам музея утверждать, что церковь строилась именно по его проекту.
Хотя храм сооружался по рисункам Малютина и под его непосредственным наблюдением, создание постройки долгое время приписывалось другим авторам. В своей книге о храме в Талашкине, изданной в 1938 году (уже после смерти княгини), Мария Тенишева даже приписывала себе проект строительства. Ей же приписывал авторство советский искусствовед А. Н. Зелинский. Эту же точку зрения поддержала кандидат искусствоведения Наталья Тютюгина, назвав Тенишеву главным архитектором храма. Искусствовед Алина Абрамова в книге 1978 года о творчестве художника отвергала авторство Барщевского, Тенишевой и Суслова и считала единственным архитектором Сергея Малютина (такую же точку зрения за двадцать пять лет до неё высказывал советский искусствовед, автор монографии о творчестве живописца И. Илюшин). Исследовательница творчества Малютина кандидат искусствоведения Галина Голынец в книге 1974 года не называет храм среди построек, созданных Малютиным в Талашкине, но в предисловии к альбому художника, изданному в 1987 году, она определённо считает постройку работой Малютина. Лариса Журавлёва писала, что проект церкви был результатом совместного творчества Малютина, Тенишевой и Барщевского. Эта точка зрения широко использовалась справочниками, изданными в первое десятилетие XXI века. Людмила Михайлова предполагала, что княгиня действительно принимала участие в строительстве храма, но только в связи со смертью супруга, когда появилась необходимость, чтобы в церкви была создана усыпальница.
Осенью 1903 года Сергей Малютин уехал в Москву, где устроился на постоянную работу в качестве преподавателя Московского училища живописи, ваяния и зодчества. Тенишева потребовала от Малютина, чтобы он подписал расписку, которая юридически закрепила разрыв творческих отношений между ними, а по мнению Алины Абрамовой, в глазах княгини стала отказом Малютина от авторских прав на проект храма Святого Духа.

### Создание модели храма
Эскизы Сергея Малютина отвечали общему замыслу Тенишевой, которая с помощью Ивана Барщевского приступила к созданию макета церкви, используя элементы из предыдущих проектов, но опираясь (как предполагают искусствоведы) на проект Сергея Малютина.
Тенишева писала в своих воспоминаниях «Впечатления моей жизни»: «Под мою диктовку, шаг за шагом, по кусочкам мы клеили, ломали, снова клеили, лепили, добиваясь той формы, которая удовлетворила бы меня. Было сделано две модели. Первую я по окончании совсем забраковала, вторая же всё более и более подходила к моему внутреннему чувству, отвечала ему и, наконец, поправленная и дополненная, вылилась в форму, встречавшую одобрение даже у самых равнодушных людей…»
Княгиня забраковала модель с колокольней, находившейся, вопреки канону, с восточной стороны. Макеты, созданные княгиней, не сохранились. В 2011 году в Смоленский музей-заповедник поступила фотография модели храма, на которой написано карандашом по-немецки: «…in Phlonowo (Talasckino)», а выше — русская надпись карандашом: «Макет церкви Св. Духа во Флёнове». Хранитель коллекции декоративно-прикладного искусства музея А. Л. Карнаухова обнаружила деталь модели храма — маковку, выточенную из дерева. Стало возможным установление размера модели храма. Высота деревянной маковки — 26,5 см, а так как на фотографии она укладывается 3,3 раза в высоту модели до её купола, то высота картонной модели вместе с маковкой была определена в 113,95 см. В декабре 2011 года Джеско Озер передал в Смоленский музей-заповедник альбом «Храм Святого Духа в Талашкине», изданный Русским историко-генеалогическим обществом в 1938 году в Париже. В нём присутствуют три фотографии модели храма Святого Духа во Флёнове с западной, юго-восточной и восточной сторон, выполненной Марией Тенишевой с помощью Ивана Барщевского.
Существует версия, что над моделью работали вместе Тенишева, Барщевский и присоединившийся позже Малютин. По этой версии также было сделано две модели. Первую княгиня забраковала, вторую — одобрила.

## Строительство храма
Церковь была заложена 7 сентября 1900 года во имя Преображения Господня. «Смоленский Вестник» в 1900 году писал: «В четверг, 7 сентября, в имении Талашкине, в 15 верстах от Смоленска, совершена была закладка новой церкви во имя Преображения Господня».
Храм сооружался с 1900 до 1905 года (Журавлёва относила к 1900 году его закладку, а к 1902 году — утверждение смоленским губернатором и начало строительных работ). Строительство храма шло медленно, местный смоленский архитектор, которому была поручена техническая сторона строительства, оказался, по словам княгини, человеком «равнодушным и непорядочным», из-за этого стены пошли трещинами уже в процессе строительства к 1903 году. В Талашкино прибыл в качестве консультанта профессор Владимир Соколовский. Он посоветовал приостановить работы на год, чтоб убедиться, что состояние храма не будет ухудшаться. Соколовский установил, что стены выложены небрежно, они в разных местах различной толщины, а «своды не имеют правильной линии», также просел фундамент постройки. Работы приостановили, а храм на время заколотили.
Тенишева вернулась из-за границы после Первой русской революции, но даже в 1908 году, когда были укреплены стены, находясь в храме, княгиня «страшно боялась» — «Своды могли рухнуть и убить всех нас. Я всё время дрожала и вздохнула спокойно только когда всё кончилось и все оттуда вышли». Советский краевед Белогорцев писал, что сама Тенишева больше внимания к этому времени уже обращала на сооружение зданий, имевших общественное значение: больницы, рисовальной школы и музея в Смоленске. Только в годы Первой мировой войны строительство храма-мавзолея было вчерне завершено, в цокольном этаже здания была оборудована усыпальница, где установили гроб умершего ещё перед войной супруга княгини. Высказывалось, однако, предположение, что с 1908 года строительство храма Святого Духа, напротив, стало элементом заочного соперничества с другими меценатами — семейством Голубевых, завершивших к тому времени строительство храма с усыпальницей в Пархомовке под Киевом.

## Художественные особенности постройки
Несмотря на малые размеры, церковь кажется монументальной. Этот эффект достигается за счёт отсутствия дробности и членения форм. В постройке использована предельно простая конструкция — куб церкви опоясан галереей, храм бесстолпный. Он был построен из кирпича местного производства, который был произведён в Талашкине специально для строительства церкви. Маломерный кирпич, использованный для него, относится к типу плинфы. Такой кирпич, похожий на пластины, широко применялся в каменном храмовом строительстве XI—XIII веков на Руси. На том же заводе производились для храма декоративная майолика и изразцы, осуществлялась шлифовка гранитных пилонов, привезённых из Поречья (в настоящее время это город Демидов). Для многоступенной кровли была изготовлена терракотовая черепица.
Малютин основное внимание уделил декоративным элементам постройки. Небольшая главка возвышается над четырёхскатной кровлей. Завершается главка шпилем, а не крестом, что является редкостью для церковного строительства. Переход от стен к главке осуществляется благодаря трём ярусам кокошников. В виде кокошника оформлен также главный вход. В храме нет религиозности в понимании официальных церковных властей и следования канону. По мнению Михайловой, храм представляет собой народное прочтение христианства и даёт художественный образ народной веры.
Название церкви — храм Святого Духа — и предназначение (усыпальница), по мнению Михайловой, заметно повлияли на создание художественного образа. Храм воспринимается как образ «просветлённой радости», которая «нисходит на людей». Кокошники в этом случае воспринимаются как «ступени в небо и на землю», сам же храм — как «связь Бога и людей». В то же время в постройке присутствует народная сказочность. Прямых аналогий в русском зодчестве у храма нет. Михайлова видела в ней отголоски русской деревянной северной архитектуры. Она также находила в храме классические формы усыпальниц-пирамид и мавзолеев.
Кандидат искусствоведения, профессор Уральского государственного университета, член-корреспондент Российской академии художеств Галина Голынец также писала, что конкретного прообраза храма не существует. Храм, по её мнению, — поэтическое «воспоминание» и размышление архитектора о русском средневековье с точки зрения человека начала XX века. Для этого взгляда, по её мнению, характерны подчёркивание линеарной графичности контуров, материальной весомости объёмов, гротескно-заострённый мотив кокошников, экспрессия.

## Роспись и мозаика храма
В 1903 году Рерих с супругой впервые посетили имение княгини Тенишевой. Рерих должен был оформить интерьер усадебного дома: сделать эскизы мебели, декоративных тканей и панно. В 1905 году Николай Рерих писал о храме в Талашкине:

Строят церковь в Талашкине. До конца ей ещё далеко. Приносят к ней всё лучшее. От верхнего креста до мелких заставок нарочно писанных требников всё обдумывается тщательно, не в пример многим нашим новым соборам. В этой постройке могут счастливо претвориться чудотворные наследия старой Руси, с её великим чутьём украшения. И безумный размах рельефов наружных стен собора Юрьева-Польского, и фантасмагория храмов Ростовских и Ярославских, и внушительность Пророков Новгородской Софии — всё наше сокровище Божества не должно быть забыто. Даже далёкие пути. Даже храмы Аджанты и Лхасы. Пусть протекают годы в спокойной работе. Пусть она возможно полней воплотит заветы красоты.— Николай Рерих. Воспоминание о Талашкине

### Росписи интерьера храма
В 1908 году Тенишева предложила Рериху заняться оформлением церкви Святого Духа, так как проекты росписей Сергея Малютина не были осуществлены. Она в своих воспоминаниях рассказывала:

Я только забросила слово, а он откликнулся. Слово это — храм. Только с ним, если Господь приведёт, доделаю его. Он человек, живущий духом, Господней искры избранник, через него скажется Божья правда. Храм достроится во имя Духа Святого. Дух Святой — сила Божественной духовной радости, тайною мощью связующая и всеобъемлющая бытие. Какая задача для художника! Какое большое поле для воображения! Сколько можно приложить к Духову храму творчества! Мы поняли друг друга, Николай Константинович влюбился в мою идею, Духа Святого уразумел. Аминь. Всю дорогу от Москвы до Талашкина мы горячо беседовали, уносясь планами и мыслью в беспредельное. Святые минуты, благодатные.— Мария Тенишева. Воспоминания
К началу работы в Талашкине Рерих уже имел опыт создания циклов церковных росписей. В 1904 году художник получил заказ от члена Государственного Совета Ивана Каменского на иконостас для фамильной усыпальницы в Успенском женском монастыре в Перми. В 1906 году он создал эскизы для церкви Покрова Пресвятой Богородицы в Пархомовке (имение Голубевых под Киевом) и для храма в Шлиссельбурге, а также для часовни во Пскове. Л. С. Лившиц просил художника создать эскизы для моленной на своей вилле в Ницце.
В разное время вместе с Николаем Рерихом над росписью храма трудились его сыновья Святослав и Юрий, сюда приезжали его супруга Елена и брат-архитектор Борис. Борис Рерих был приглашён, чтобы попытаться сохранить внутреннее убранство храма в условиях, когда качество строительных работ оказалось неудовлетворительным
Первоначально Тенишева заказала Рериху расписать лишь алтарь храма. Тенишева и Рерих пытались возродить древнюю традицию, по которой алтарь был почти целиком виден верующим. Появление высокого иконостаса относится лишь к XVI веку. Рерих и Тенишева выбрали промежуточный вариант, при котором иконостас преграждает вход в алтарь, но не скрывает его полностью. О том, что в храме в Талашкине, по замыслу строителей, должен быть низкий иконостас, писал, в частности Максимилиан Волошин: «Глубоко интересно, какое впечатление будет производить она [Царица Небесная — алтарная роспись], когда заполнит собою всё пространство главного нефа церкви над низким деревянным иконостасом». Рерих успел исполнить роспись алтаря и одной из арок входа (по другой версии — алтарь и правый придел Николая Угодника). В алтарной части Богоматерь благословляла реку у своих ног, по которой плывут корабли (полное и окончательное название алтарной композиции — «Царица Небесная на берегу Жизни», это — не традиционный религиозный сюжет, а философское произведение, выраженное языком изобразительного искусства, при этом его нельзя, по мнению Ларисы Журавлёвой, считать коллажем из элементов различных религий). Наталья Тютюгина воспринимала Царицу Небесную как «Женское Начало», которое, вслед за Владимиром Соловьёвым, трактовалось художником как «субстанция Св. Духа, носившегося над водной тьмой нарождающегося мира».
Вокруг Царицы Небесной — города, охраняемые ангелами, святые. Выше — шествие пророков, поклоняющихся кресту.
В мае 1909 года Мария Тенишева писала художнику, что с нетерпением ожидает эскизы к росписям. К настоящему времени сохранились четыре из них, среди них эскиз росписи «Царица Небесная» (1911, бумага на картоне, гуашь, карандаш, акварель, 47 х 31 см, находится в частном собрании в США).
В 1910 году Рерих непосредственно приступил к росписи, сделал необходимые обмеры и наметил контуры, написал несколько живописных этюдов в Смоленске. Летом 1912 года он работал над росписью. Ему помогали художник Павел Наумов и ученики Школы поощрения художеств Елена Земляницына, Александра Щекатихина-Потоцкая, Чернов и Дмитриев. Живописный слой при создании изображения наносился на холст, наклеенный на штукатурку. Журавлёва считала, что Рерих в своей работе пытался воплотить синтез «не только лучших достижений древнерусского зодчества, но и декоративное узорочье индийских храмов Аджанты и Лхасы», причём в лице Тенишевой он нашёл союзника в такой трактовке.
Предполагалось, что помимо росписи алтаря («Царица Небесная») Рерих выполнит композиции «Трон невидимого бога» (над аркой алтарной апсиды), «Князья» (в своде апсидной арки), «Отроки», «Никола», «Слушай веление Бога» (эскиз упоминается в каталоге произведений художника, составленном Соколовским).
- Эскиз композиции «Царица Небесная на берегу Реки Жизни» вызвал восхищение Максимилиана Волошина. Он так описал его: «Пламенные, золотисто-алые, багряные, рдяные сонмы сил небесных, стены зданий, развёртывающихся над облаками, посреди них Царица Небесная в белом платье, а внизу неяркий земной облачный день и студёные воды будничной реки жизни… Белая ли одежда Богоматери среди пурпурных сонмов, или теснота сил небесных над тусклым простором земли дают это впечатление, но в этой иконе почувствовано [так в тексте] нечто очень древнее и восточное»[75]). Впервые изображение Царицы Небесной появилось у Рериха в 1906 году[67][76], когда востоковед и путешественник Виктор Голубев предложил ему расписать церковь Покрова Богородицы в селе Пархомовка. Для этого храма художник создал первый эскиз алтарного образа «Царица Небесная». Замысел не был воплощён. Брат заказчика Лев отказался от эскизов художника во внутренней росписи церкви под предлогом их несоответствия церковному канону[76]. В алтарной росписи талашкинского храма одежду Богородицы художник украсил зооморфными и растительными фигурами, символами и орнаментом с резьбы Дмитровского собора во Владимире[50].
- В Смоленском государственном музее-заповеднике сохранился эскиз «Трон Невидимого Бога (Поклонение кресту)» (1909, бумага на картоне, тушь, темпера, 58,5 х 91 см). Композиция его аналогична известным каноническим изображениям Страшного Суда. Изображён Престол, над которым возвышается крест новгородского типа в центре которого Спас Вседержитель, по сторонам Престола — орудия страстей, затем — коленопреклонённые, в белых одеждах и с нимбами Адам и Ева, а ещё дальше — Силы Небесные: Архангел Гавриил, Архангел Михаил, а также двенадцать апостолов[77][78].

На росписи присутствует чёрный фон, построение композиции линейное и позволяет передать глубину пространства с помощью ритмики фигур и выразительных деталей. На чёрном фоне тёмной зеленью выполнены стилизованные кроны деревьев, что напоминает миниатюры древних рукописей. Лица и нимбы всех персонажей написаны охрой и прорисованы зелёной краской, белые одежды выполнены с обилием складок.
- Эскиз «Николай Угодник» (2012) был исполнен художником прямо в храме, об этом свидетельствует сохранившаяся чёрно-белая фотография интерьера, сделанная в 1914 году. Композиция находилась над аркой входа в придел храма, который вёл в фамильный склеп Тенишевых (Князева ошибочно писала, что эта роспись находилась просто над входом в храм[71]). На ней изображён Никола Можайский, спасающий грешников из огненной пасти дракона, и трубящие ангелы[79].
- Наталья Тютюгина связывает роспись «Отроки продолжатели» с серией духовных стихов Николая Рериха «Цветы Мории», где находится цикл «Мальчику». Мальчиком считал себя сам Рерих пред Господом. Тютюгина также сопоставляла этот цикл с цитатой из евангелий: «Кто не примет Царствие Божие, как дитя, тот не войдёт в него» (Мк.10:15 и Лк.18:17). «Отроки продолжатели» также стали сюжетом панно для моленной виллы Л. С. Лившица в Ницце (1914, холст, темпера, 312 х 110 см, Горловский художественный музей, Донецкая область)[80]. Изображения находились в нижней части арки перед алтарём храма (отроки обращают свои молитвы к Царице Небесной). На панно для Ниццы у мальчиков «пламенный цветок — символ огненного сердца»[81].

- Представление о несохранившейся композиции «Князья святые» можно получить по чёрно-белым фотографиям, которые были опубликованы в монографии 1916 года. Группы святых князей должны были находиться в левой и правой половине стенописи. За ними предполагались группы святых воинов, вооружённых мечами, копьями и стягом с Архистратигом Михаилом. В левой части росписи представлены более молодые князья и воины, чем в правой, где во главе них старец с длинной бородой и со Священным Писанием в руках. У стоящего рядом с ним князя в руках модель храма. Такую же модель держит молодой князь в левой группе. Все они стоят на облаках, их взор обращён к Царице Небесной. Левую группу воинов за князьями сохранил эскиз художника, который находится в Баку[82].

В эскизе преобладает линейно-графическое начало. Фигуры воинов почти лишены объёмной моделировки, включены в плоскость стены. Геометризм их тел с обобщённым силуэтом фигур, поз и жестов, придают эскизу строгость и монументальность.
Колористическое решение росписей Рериха отражало их содержание. Центральная часть была выдержана в жёлтых, красных, бирюзовых и охристых тонах. Фоны были ярко-золотыми или чёрными. Второй ярус был выдержан в приглушённой цветовой гамме с примесью синих и зелёных полутонов. Третий ярус был наиболее смелым и ярким, краски там звучали в полную силу.
К 1974 году сохранилось не более одной четвёртой части росписи художником интерьера храма. Утрачена была часть росписей, где находился лик Царицы Небесной — центральной фигуры композиции росписей. Причина — разрушение штукатурного слоя вместе с живописью. Уже в период окончания росписей в 1914 году были обнаружены недоработки в процессе строительства храма. Комиссия во главе с архитектором Борисом Рерихом составила заключение и рекомендации. Но в связи с Первой мировой войной недоработки не удалось устранить. В 1970-е годы была сделана попытка реставрации сохранившихся фрагментов росписей, но она не была завершена, и со временем росписи осыпались. В 2012 году началась реставрация храма. В 2018 году была отреставрирована мозаика входа и стены храма. Предполагается в будущем осуществить восстановление и росписей Николая Рериха.
Доктор искусствоведения Е. И. Полякова находила в росписях Рериха для церкви в Талашкине отзвуки фресок ярославской иконописной школы. Рерих был в восхищении её произведениями: «Какие чудеснейшие краски вас окружают! Как смело сочетались лазоревые воздушнейшие тона с красивою охрою! Как легка изумрудно-серая зелень и как у места [так в оригинале] на ней красноватые и коричневатые одежды! По тепловатому светлому фону летят грозные архангелы с густыми жёлтыми сияниями, и белые их хитоны чуть холоднее фона. Нигде не беспокоит глаз золото, венчики светятся одною охрою». При этом Полякова отмечала, что Рерих не копировал работы ярославских мастеров, а только вдохновлялся ими. Ему удалось создать «единую роспись храма, где все композиции дополняют друг друга, выдержаны в единой тональности, в едином ритме».
Полякова отмечала отличия в различных фресковых циклах Рериха одного и того же времени: в моленной Лившицев — золотистые фигуры «благих посетивших» и архангелы на вишнёвом «фоне», а в «Пархомовке» — светлые силуэты святых. Чистыми золотыми, карминными, белыми, бирюзовыми красками расписана была церковь в Талашкине.

### Мозаика «Спас Нерукотворный»
Мозаика Рериха над входом и живопись по холсту на стенах были им созданы в приёмах русской живописи XII—XIII веков. Спас написан в мрачной цветовой гамме. «Взгляд его огромных, запавших в
глубоких впадинах глаз, неподвижен», в исхудавшем лице боль и страдание. Образ размещён художником на фоне зловещего неба с нависающими тяжёлыми облаками, которые вверху пылают пожаром. Доктор искусствоведения Евгений Маточкин считал это изображение символическим олицетворением эпохи. По его мнению, экспрессия цвета, огненное свечение и вспышки на плоскости мозаики должны восприниматься как драматические предвестники будущего Судного Дня.
Белогорцев считал, что по технике мозаичная работа Рериха в Талашкине является одним из самых ценных произведений русского прикладного искусства дооктябрьского периода. Рерих работал над её выполнением с 1908 по 1914 год. Эскизы для мозаики он сделал в 1910 году (один из них хранится в Смоленском музее-заповеднике, исполнен темперой на бумаге, поступил из Тенишевского собрания, СОМ 2305) и вскоре подписал договор на исполнение мозаик с мозаичной мастерской при Академии художеств Владимира Фролова в Санкт-Петербурге. В сохранившемся до нашего времени договоре определялась площадь мозаичных работ («90 кв. аршин»), сумма, на которую заключается соглашение (7000 рублей), гарантийный срок мозаики (3 года), строгость следования мастеров-мозаичистов эскизу художника и его контроль за выполнением мозаичных работ.
Николай Рерих так писал о мозаике: «Мозаика стоит как осколок вечности. В конце концов, и вся наша жизнь является своего рода мозаикой. Не будем думать, что можно сложить повествование или жизнеописание, которое бы не было мозаичным».
Ко времени начала работы в Талашкине Николай Рерих уже имел опыт создания работ на тему «Спаса Нерукотворного» в техники мозаики. По его эскизу мастерской Владимира Фролова () была создана мозаика часовни святого Виктора при храме Покрова Пресвятой Богородицы в селе Пархомовка под Киевом в 1906 году (архитектор Владимир Покровский). «Спас Нерукотворный» в древнерусской символике обозначал победу над смертью (поэтому он украшал стяги русских дружин) и духовное исцеление. Сотник Лонгин, Мария Магдалина, Иоанн Богослов и Богоматерь обычно изображались в древнерусском искусстве в сцене Распятия, Рерих же изобразил их на мозаике Нерукотворного Спаса. Тютюгина считала, что художник при этом не нарушил канон, но создал «собственную вариацию иконописной традиции и собственное прочтение образов». Нерукотворный лик со святыми воинами был изображён Рерихом и в мозаике, созданной для Троицкого собора Свято-Успенской Почаевской Лавры (1906—1912, украшает южный вход в храм, мастерская Владимира Фролова, архитектор Алексей Щусев).
Смальтовая мозаика Николая Рериха «Спас Нерукотворный» над входом в храм Святого Духа сохранилась . Спас Нерукотворный «наблюдает» за входящими в храм, напоминая им о необходимости очиститься, обратить помыслы к возвышенному. Кандидат искусствоведения и доктор педагогических наук Александр Алёхин отмечал, что Рерих сумел вписать каждую линию мозаики в общий строй композиции и «сгармонировать её с масштабами и архитектурными особенностями постройки, с окружающим пейзажем. Колористический строй этого торжественно-монументального произведения прекрасно согласуется с красками природы».
Фролов, работавший в Талашкине, так описывал эту мозаику: «…один из самых больших ликов Христа — до 6 арш[ин], и по рисунку, и по красивым краскам это является одною из самых ярких и красивых религиозных работ последнего времени. Гамма красок тёплая, красно-зелёно-чёрная. Величественный нерукотворный лик Христа на узорчатом плате несут красные ангелы. Внизу ангелы трубят. Позади города с золотыми крышами». Тютюгина дополняла это описание: «Трубящие ангелы Апокалипсиса с рубиновыми крыльями обрамляют аскетичный лик Спаса Нерукотворного. Глубоко запавшие, огромные синие глаза Христа скорбным взором пронзают входящего. Напряжённое полыхание цвета в святом граде, в ангельских крыльях, в небесах ещё сильнее обостряет впечатление глубокой печали в смуглом лике Спасителя». В описании советских авторов: «Она [мозаика] сверкает огненно-красными, золотистыми, бирюзовыми тонами. Центральную часть мозаики занимает громадное изображение Нерукотворного Спаса. По лаконизму это изображение напоминает иконопись XII—XIII веков. Справа и слева от лика расположены фигуры трубящих архангелов, за ними крепостные башни и стены, а выше, над пламенеющими облаками, композицию замыкает „град нездешний“. Скорбные, как бы насквозь пронизывающие глаза Христа преисполнены человеческой болью». Советские искусствоведы подчёркивали, что Рерих сознательно отказался от техники своего времени, когда использовались мелкие и отшлифованные материалы, и создал эту мозаику из крупной нешлифованной смальты. «Значительность образа, выразительность композиции, крупные куски смальты» сделали, по их мнению, мозаику монументальной.

## Храм Святого Духа и Русская православная церковь
Наталья Тютюгина относит появление мысли посвятить храм именно Святому Духу к 1908 году и связывает её со смертью супруга Тенишевой. Особенностью храма является то, что он посвящён не Сошествию Святого Духа, а самому Святому Духу. У исследователей есть основания утверждать, что он стал первым в России, имеющим подобное посвящение.
Роспись Николая Рериха «Царица Небесная»
Доктор искусствоведения, профессор Евгений Маточкин увидел в росписи Рериха соединение народных представлений о природных силах с православными и католическими. Так, изображение Богородицы он сближал с образом «Мадонны во славе» неизвестного по имени итальянского Мастера из Марради, творившего в конце XV века, а престол, на котором она восседает, имеет аналог в мозаике 1297 года из флорентийской церкви Сан-Миниато-аль-Монте. Орнамент в форме извивающихся побегов, характерный для европейского искусства XV века, художник использовал в изображении облачения воинов. Он поместил изображение Царицы Небесной между двух окон, что характерно для картин Леонардо да Винчи. На покрове Богородицы Маточкин отмечал изображение художником языческих элементов. По его мнению, Николай Рерих соединил образ Богородицы с идеей Святого Духа, которому посвящён сам храм.
Отступление от православного канона при создании росписи послужило, по мнению Михайловой, причиной отказа церкви от освящения храма. Автор научно-популярного очерка о творчестве художника Александр Алёхин также утверждал, что Рерих в росписях Талашкина не следовал канонам православной церкви, а стремился проникнуться духом древнерусского религиозного искусства и выразить собственное отношение к религии. По его мнению, у художника в этих работах боги и святые — не создатели Вселенной, а производные от неё, но они «сумели подняться над себе подобными, в своей высшей мудрости познав высшую красоту и высшую правду». В доказательство Алёхин упоминал, что «Царицу Небесную» в алтаре храма Святого Духа Рерих называл иногда «Матерью Мира».
Лариса Журавлёва (как и кандидат искусствоведения Е. С. Кулакова), также, отталкиваясь от воспоминаний Рериха, утверждала, что центральным образом в росписи стала Матерь Мира. Действительно, Рерих писал: «…центральное место в нём должно было занимать изображение Матери Мира». Матерь Мира — образ, который восходит к восточной иконографии: на ней восточный головной убор, а руки сложены перед грудью в традиционном для Индии жесте «намасте». Лариса Журавлёва отмечала, что первоначально пропись лица Богородицы представляла собой маску «Будды», то есть была мужским лицом, и только в окончательной версии художник приблизил черты лица к иконописному образцу. Река у ног изображена в ландшафте, который не характерен для среднерусской природы. Орнаменты и постройки, изображённые в росписи, также имеют восточное происхождение. Рерих написал литературное изложение своего замысла росписи. В соответствии с ним, некие путники погибают из-за того, что не могут различить, где — добро, а где — зло. Помочь им может, по словам художника, не Христос, а Царица Небесная, или, как он её называл, Матерь Мира (родительница и символ всего живого и земного). Журавлёва настаивала на отрицательной реакции духовенства на размещение композиции с Царицей Небесной в алтаре храма. Максимилиан Волошин писал о композиции, что «хотя все элементы в ней, по-видимому, византийские, она носит чисто буддийский, тибетский характер».
Наталья Тютюгина считает это представление ошибочным. По её мнению, Мария Тенишева оценивала храм исключительно как православный. Предварительные эскизы росписи храма Рерих обсуждал с представителями Смоленской епархии, они были официально утверждены. Тютюгина настаивает, что храм Святого Духа не был освящён только из-за начала Первой мировой войны, которая помешала завершить росписи, а затем и Октябрьской революции, после которой княгине пришлось эмигрировать в Париж. Царица Небесная нередко отождествлялась в православии с Премудростью Божией (Софией). Об этом писал также философ Серебряного века Павел Флоренский («Тесная связь Софии и Богородицы ярко запечатлена в церковных песнопениях»). Он также указывал и на русскую иконографию: на одной из икон Успенского собора Троице-Сергиевой лавры есть надпись «Образ Софии, Премудрости Божией, проявляет Собою Пресвятыя Богородицы неизглаголанного девства чистоту». Образ Царицы Небесной в храме был помещён в алтарной апсиде. Это возрождало традицию первых православных соборов на Руси (например, собора Святой Софии XI века в Киеве). Не противоречит православному канону, по мнению Тютюгиной, и изображение Царицы Небесной в царском одеянии. Искусствовед для доказательства ссылается на 44 Псалом. На иконах XVII века «Сошествие Святого Духа на апостолов» Богоматерь изображена на троне с обращёнными вовне ладонями, как на росписи Рериха.
Тютюгина писала: «эскизы росписей храма Святого Духа художник обсуждал с представителями церкви и в конце концов получил одобрение». Она упоминала, что художник написал к росписи духовный стих под названием «Царица Небесная (Стенопись Храма Св. Духа в Талашкине)», в котором представил Богородицу в качестве Заступницы за человеческий род.
Полякова утверждала, что если от канонов древней живописи отходили современники художника Виктор Васнецов и Михаил Врубель, то Рерих, напротив, возвращался к канонам византийского изобразительного искусства. Рерих изобразил в алтарной композиции строгую Царицу Небесную в традициях именно византийской иконографии. По мнению Поляковой, в отличие от церковных росписей Врубеля, церковь одобряла фрески Рериха.
Эту точку зрения разделяла и Валентина Кочанова. Сам Рерих вспоминал, что были возражения со стороны церковного начальства, но ссылка на каноничность Киевской «Нерушимой Стены» и соотнесение её с росписями храма в Талашкине «прекратило ненужные словопрения». В интерпретации Валентины Кочановой, Царица Небесная у Рериха — проявление Святого Духа, которое верующие называли «Нечаянная Радость» и «Всех Скорбящих Радость». Человеческую массу вокруг центрального персонажа художник окружил строениями, сочетая рисунок зданий в разрезе и объёме. Люди изображены без смирения и страха. На одеянии Матери Мира художник дал изображения деревьев и птиц, создавая орнамент. Цветовое решение — от накала жёлто-красно-карминных тонов до белого и золотого. Благодаря цвету архитектурное пространство церкви расширялось. Изображение носило плоскостный характер, было нанесено крупными пятнами с прорисовкой контуров, складок и деталей. Журавлёва называла его гобеленом. Современник Рериха, искусствовед Сергей Эрнст, не сомневаясь в её православности, оставил описание «Царицы Небесной»: «Её колористический порядок таков: в центре — белое, золотое, зелёное, жёлтое с переходами в красное и бирюзовое, выше — жёлто-красно-карминное, та же гамма продолжается и ближе к склонам, в архитектуре преобладает бархатно-чёрное, на котором выделяются фигуры святых — белое, зелёное и коричневое. При росписи для богатства и ясности тона пришлось вследствие размеров храма употреблять сильные краски — чистую сиену, краплак, ультрамарин, чистый кадмий, чистую киноварь».

## Судьба храма
С началом Первой мировой войны работы над храмом пришлось остановить. Одновременно были обнаружены инженерные недоработки в процессе строительства храма. В 1919 году Мария Тенишева покинула Россию.
Зимой 1924 года во Флёново прибыл милицейский наряд из трёх человек. Милиционеры взломали вход в церковную усыпальницу и вынесли из неё гроб с телом Вячеслава Тенишева. Они вскрыли гроб в присутствии местных жителей, «посадили труп к берёзе, в руки сунули газету, а в рот цигарку», по предположению современника, копируя изображения «„буржуев“ в „Окнах Роста“». По другой версии, опирающейся на рассказ очевидца событий Н. В. Романова, захоронение Тенишева были разграблено вандалами, ищущими драгоценности, а тело «усажено на гробовую доску чёрного дерева» и «распотрошено». Прибывшие на место преступления три милиционера извлекли тело из крипты и отвезли на сельское кладбище, где вырыли яму, куда бросили тело, присыпав землёй.
В 1938 году Париже вышла посмертным изданием небольшая книга княгини Тенишевой «Храм Святого Духа в Талашкине», в которой даже утверждалось, что храм уже не существует. В советское время церковь использовалась под зернохранилище, а в 1950-е годы — под склад минеральных удобрений. Встречается утверждение, что в ходе Великой Отечественной войны была утрачена колокольня храма. Совет Министров РСФСР в 1948 году объявил храм в Талашкине памятником русской архитектуры, имеющим всероссийское значение и подлежащим государственной охране и восстановлению.
В 1970-е годы в храме была предпринята неудачная реставрация, которая так и не была завершена. На рубеже 1980-х — 1990-х годов зашла речь о новой реставрации храма. На одном из местных сходов жители передали свою месячную пенсию на восстановление храма Святого Духа. В 2006 году исследовательница творчества Рериха Наталья Тютюгина побывала в Талашкине. Она увидела «разбитые стёкла, покрытую мхом черепицу… обнажённые заплесневелые стены с остатками грунта и паволоки, на которых красовались надписи „Здесь был…“, битый кирпич на полу, зияющую дыру разорённого склепа». В 2010 году началась новая реставрация храма, её финансирование было остановлено в 2012 году
В апреле 2016 года, после обращения губернатора Смоленской области к вице-премьеру Ольге Голодец, посетившей Талашкино, Министерство культуры Российской Федерации выделило на реставрацию храма более 40 миллионов рублей. Спустя год более 6 миллионов было направлено на обновление мозаики. В храме Святого Духа были воссозданы кирпичная кладка и отмостка, обновлены подвальные помещения, которые занимают около 60 % площади здания. Реставраторы сохранили оставшиеся росписи и намерены восстановить их по фотографиям, сделанным Тенишевой и Рерихом, а также по подлинникам эскизов, выполненных художником, которые находятся в Библиотеке Конгресса США. В храме планируется открыть экспозицию, рассказывающую об истории его возведения.

## Храм на почтовых открытках
В советское время Храм Святого Духа с мозаикой над входом был запечатлён на двух цветных маркированных карточках, выпущенных Министерством связи СССР 27 июля 1976 года и 17 февраля 1977 года.
Эскиз 1911 года к росписи Царица Небесная вышел на цветной почтовой открытке в США в 1931 году (надпись на обороте гласила: «„Царица Небесная“, фреска Николая Рериха в Церкви Святого Духа в имении покойной княгини Тенешевой. Все доходы направляются в Фонд Женского Единения Рериховского общества»).